# Ochropleura tamsi
Ochropleura tamsi là một loài bướm đêm trong họ Noctuidae.